# Томазо Кампанела
Томазо Кампанела (на италиански: Tommaso Campanella; християнско име: Giovanni Domenico Campanella) е италиански философ, теолог, астролог и поет.

## Биография
Роден е на 6 септември 1568 година в Стило, Калабрия, Италия, в семейството на обущаря Джеронимо Кампанела и съпругата му Катарина. През 1582 г., още съвсем млад, става брат в Доминиканския орден, но заради свободомислието си по отношение на религиозните догми си навлича гнева на останалите монаси и е принуден да напусне Италия.
През 1598 г. за завръща в Неапол, Италия, където е заловен от монаси, които го обвиняват в магьосничество и подготвянето на заговор за сваляне на монарха. Осъден е от инквизицията и прекарва 27 години в затвора. Освободен е благодарение на застъпничеството на папа Урбан VIII. Последните години от живота си Кампанела прекарва във Франция, където получава пенсия благодарение на Ришельо. По това време той издава по-голямата част от творбите си, създадени в затвора.
Умира на 21 май 1639 година в манастира на якобинците в Париж на 70-годишна възраст.

## Творчество
Томазо Кампанела е автор на „Градът на слънцето“ (на италиански: La citta del Sole; на латински: Civitas Solis), което го нарежда сред великите писатели утописти. В този трактат той излага възгледите си за една идеална и справедлива държава, където всички хора са равни и където частната собственост и парите са премахнати. С това той е един от създателите на утопическия социализъм заедно с Томас Мор.
Кампанела създава още няколко философски труда, издадени след освобождението му – „Philosophia realis“, „Questiones sull' optima republica“ и др.